# Galechirus
Galechirus és un gènere extint de sinàpsids del clade dels quenosaures que visqueren al sud d'Àfrica durant el Capitanià (Permià mitjà). Se n'han trobat restes fòssils a la província sud-africana del Cap Septentrional. Juntament amb Galeops, Galepus i Patranomodon, és un dels únics quatre anomodonts no dicinodonts dels quals s'ha trobat material postcranial. Tenia més o menys la mateixa mida que Galepus i Galeops i un aspecte molt semblant al d'aquest últim. Tanmateix, presenten diferències en les dents. Per exemple, Galechirus tenia dents premaxil·lars, que eren clarament procumbents.